# Отношения между България и Турция
Отношенията на България и Турция датират от създаването на новата Турска република през 1923 г. Тя е продължител на Османската империя и отношенията между двете страни наследяват много въпроси от предходния период. България и Турция са част от двата враждуващи лагера в продължителната Студена война (1947 – 1991), а от 2004 година са съюзници в НАТО. Важен фактор в двустранните отношения е значителната мюсюлманска общност в България, чието положение предизвиква няколко кризи във връзките между двете страни.

## Междувоенен период и Втора световна война
След създаването на Република Турция през 1923 година, основа на двустранните отношения става Ангорският договор, подписан на 18 октомври 1925 година и влязъл в сила на 17 август 1926 година. Той установява желанието на двете страни за мирни и приятелски отношения, като потвърждава ангажиментите им към правата на малцинствата, вече прието с Ньойския и Лозанския договор. В частност той препотвърждава правата на турското малцинство в България на образование на турски език и използване на турския език в общественото пространство.
Ангорският договор е съпътстван от допълнителна Конвенция за установяване, която дава възможност на жителите на двете страни свободно да се преселват от едната в другата, като запазват движимото си имущество, а недвижимото могат да продадат в рамките на две години. Конвенцията, макар и не винаги прилагана изцяло, е правната основа на изселванията до подписването на нова Изселническа спогодба през 1968 година.
Двустранните отношения се развиват безконфликтно до 1934 година, когато българското правителство започва да провежда курс срещу проникването сред турското малцинство на доминиращия в Турция кемализъм, като подкрепя в тази насока местните консервативни мюсюлмани.

## Студена война
Двустранните отношения постепенно се подобряват от 60-те години, особено в обстта на стопанските връзки и двете страни развиват значителна двустранна търговия (Турция става основен вносител на електроенергия от България), като играят и важна роля в транзита на стоки между България и Близкия Изток от една страна и между Турция и Западна Европа и Съветския съюз от друга. През 1974 година е сключена двустранна търговска спогодба, а от 1 януари 1984 година двустранната търговия е частично либерализирана. Политическите връзки се запазват и след военния преврат в Турция от 1980 година, когато двете страни продължават да си разменят посещения на най-високо равнище.
Периодът на затопляне на отношенията приключва рязко през 1985 година, когато България организира пинудителното преименуване на турците в страната в рамките на т.нар. „Възродителен процес“. След кратко първоначално объркване, Турция заема твърда позиция след тази политика на българските власти. През 1986 – 1987 година българският износ за Турция е намален 25 пъти спрямо върховата си стойност от 1984 година. През март 1986 година Турция изцяло прекъсва вноса на електроенергия (дотогава към 60% от българския износ на електричество е към Турция), а от април 1987 официално денонсира търговската спогодба от 1974 година. Важният за България транзит на камиони за Близкия Изток през Турция е намален двукратно през 1986 година, като Турция търси алтернативни маршрути за Западна Европа, за да избегне реципрочни мерки. Почти изцяло са прекъснати връзките в културната, спортната и политическата област.

## Съвременни политически отношения
През 1999 година между двете страни е сключена междуправителствена спогодба за дългосрочен бартер, като турската страна трябва изгради в България пътища и каскада от водноелектрически централи, а в замяна внася от България електроенергия, катопрез октомври е направена тържествена първа копка от министър-председателите Иван Костов и Бюлент Еджевит. Проектът така и не е реализиран, като през 2010 година Турция окончателно прекратява участието си в него.
През април 2015 г. Народното събрание на Република България гласува решение, с което определя възпоменателна дата по повод геноцида над арменците в Османската империя, която дата да се отбелязва всяка година. Република Турция реагира на това решение, като посланието ѝ, че това може да бъде повод за влошаване на българо-турските отношения, които иначе са определени като „приятелски“ и „добросъседски“.

## Стопански отношения
В България функционират множество предприятия с турски собственици, сред които стъкларските заводи „Пашабахче България“, „Тракия Глас България“ и „Шишеджам Аутомотив България“, заводите за автомобилни компоненти „Теклас – България“, „Нурсан Отомотив“, „Аркомат – България“, болницата „Аджибадем Сити Клиник Болница Токуда“.